# Тюренков, Александр Алексеевич
Александр Алексеевич Тюренков (1924—2008) — советский и российский скульптор; член Московского Союза художников.

## Биография
Родился 24 апреля 1924 года в Москве.
Учился в школе и одновременно посещал Дом пионеров, где занимался в скульптурной группе. С началом Великой Отечественной войны оставил школу и начал трудовую деятельность рабочим на авиационном заводе № 1. Когда завод был эвакуирован в город Куйбышев (ныне — Самара), Александр остался в Москве. Позже снова стал работать на авиазаводе № 30 станочником. До окончания войны закончил вечернюю среднюю школу.
В 1947—1953 годах обучался в Московском художественном институте им. В. И. Сурикова у скульптора Н. В. Томского. Член КПСС с 1973 года.
Скончался 19 февраля 2008 года. Похоронен рядом с родными на Кузьминском кладбище Москвы (участок 57).

## Работы

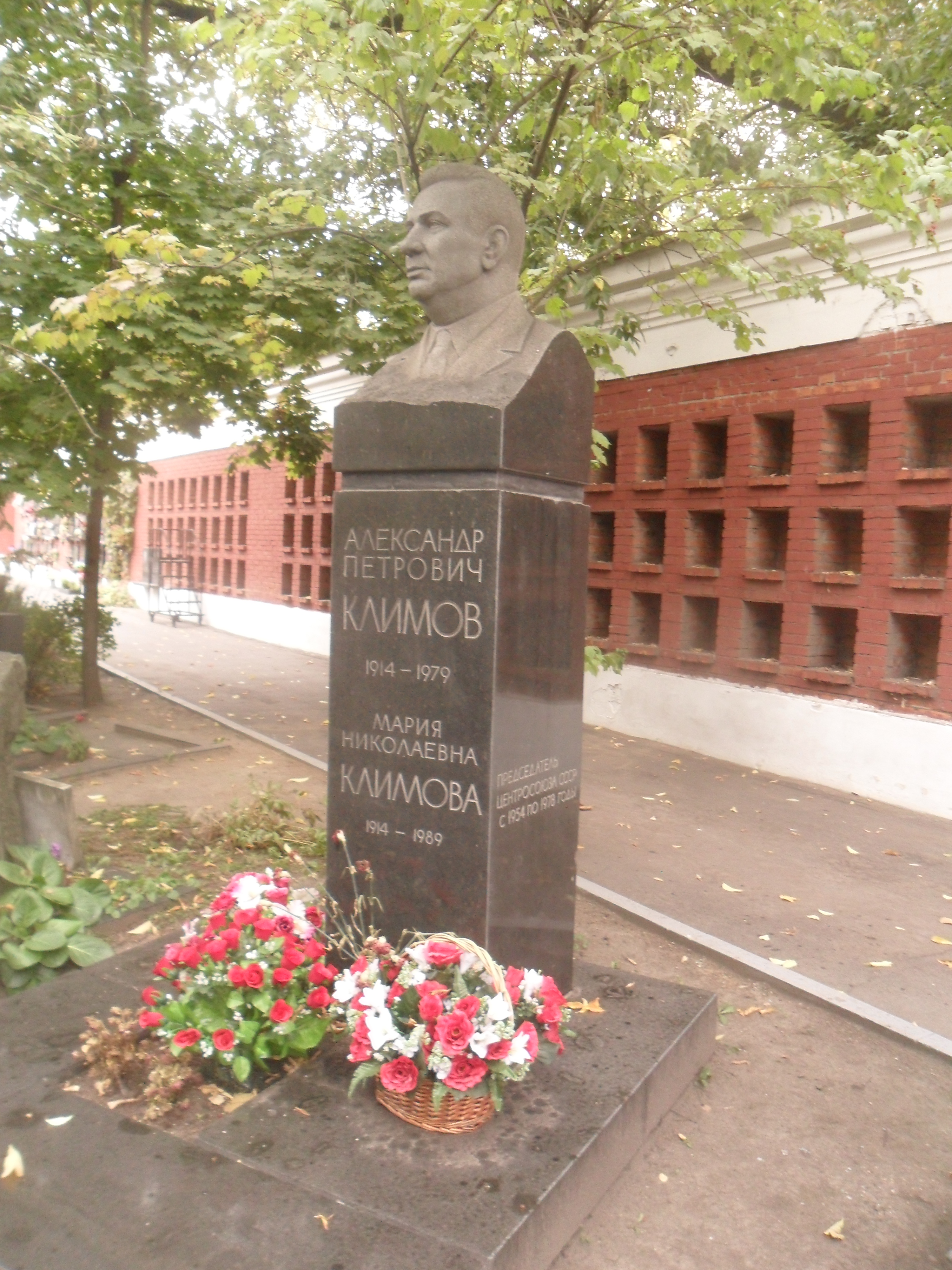
Надгробие А. П. Климова на Новодевичьем кладбище работы Тюренкова

А. А. Тюренков — автор монументальных работ и мемориальных памятников. Также работал как медальер.
В группе скульптора Е. В. Вучетича участвовал в создании памятника-монумента «Соединение фронтов под г. Калач» (1953, Калач), памятников Ф. Э. Дзержинскому (1958, Москва) и В. И. Ленину в различных городах страны, памятника-мемориала «Героям Сталинградской битвы» на Мамаевом кургане (1970, Волгоград). Автор мемориала советским воинам, павшим за освобождение Южного Сахалина и Курильских островов (1980), а также памятников В. И. Ленину (1970) и А. П. Чехову (1990) в Южно-Сахалинске.
Является автором надгробных памятников на Новодевичьем кладбище в Москве, среди которых академики А. А. Баландин, К. И. Скрябин, артист цирка В. И. Филатов и другие известные люди.

## Награды
- Награждён орденом Трудового Красного Знамени и медалями.
- Лауреат Ленинской премии за памятник-ансамбль героям Сталинградской битвы на Мамаевом кургане в Волгограде (в составе авторского коллектива под руководством Е. В. Вучетича, 1970).